# Vitspetsad grönskata
Vitspetsad grönskata (Cissa chinensis) är en asiatisk fågel i familjen kråkfåglar med vid utbredning från Himalaya till Vietnam. Den förekommer i skogsområden i sydöstra Asien från östra Himalaya till Vietnam och vidare söderut till Sumatra och norra Borneo. Arten minskar i antal, men beståndet anses vara livskraftigt.

## Utseende
Vitspetsad grönskata är en 37–39 cm lång tydligt grön kråkfågel med avsmalnad stjärt och förlängda hjässfjädrar som bildar en lös tofs. Den har svart ögonmask, kastanejbruna vingar och vita spetsar på stjärt och tertialer. Ben och fötter är röda. Populationen i södra Vietnam (margaritae, se systematik nedan) har gul hjässa istället för grön och påtagligt längre stjärt.

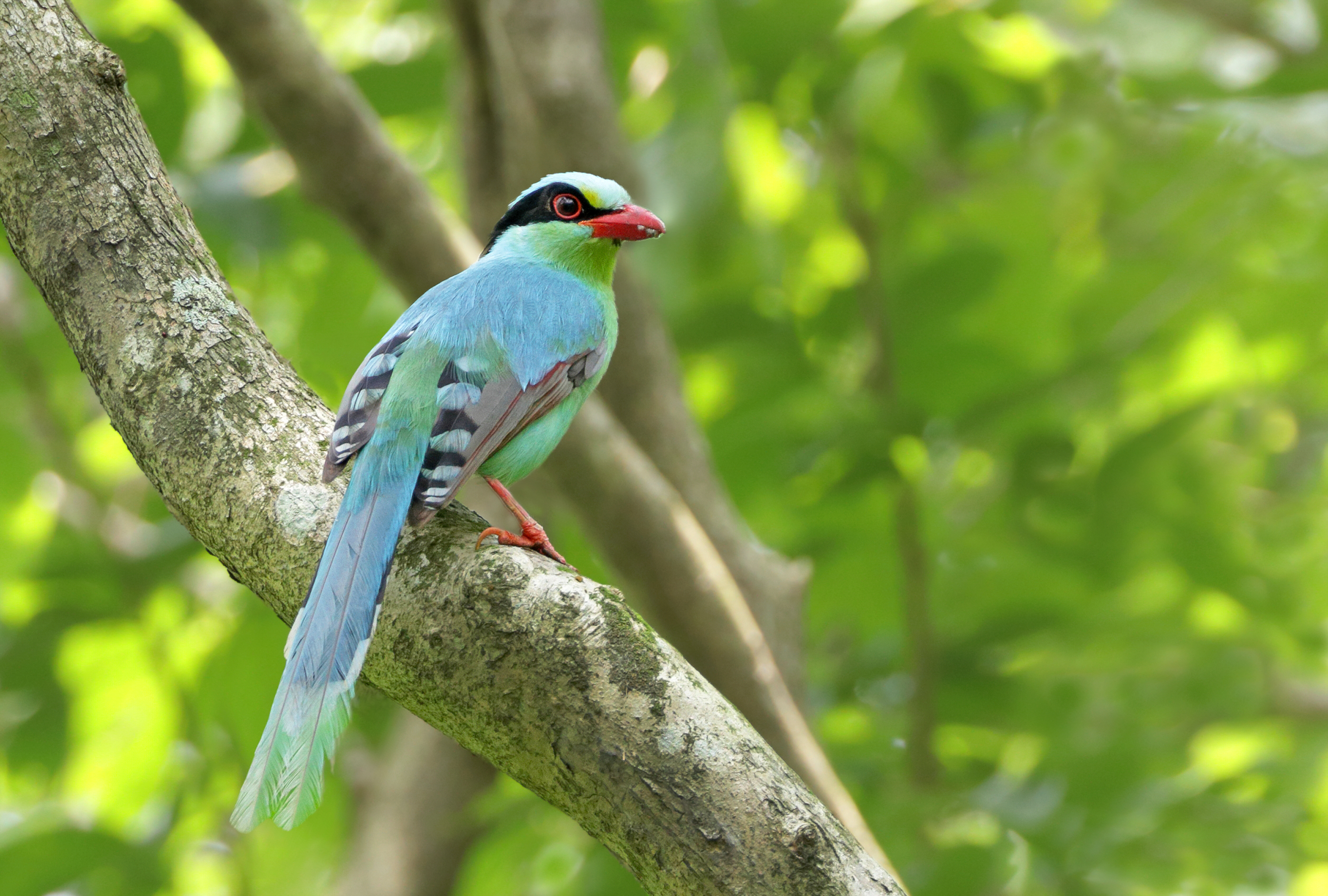

## Läten
Lätet är en serie gälla visslingar, "keep keep keep", följt av ett hårt "chuck". Även hårda trumpetanden och snabbt tjattrande ljud hörs, liksom härmingar av andra fågelarter.

## Utbredning och systematik
Vitspetsad grönskata placeras i släktet Cissa och delas in i fem underarter med följande utbredning:
- chinensis-gruppen
  - Cissa chinensis chinensis – förekommer från östra Himalaya till sydöstra Tibet, i Myanmar, norra Laos och norra vietnam
  - Cissa chinensis robinsoni – förekommer på södra Malackahalvön
  - Cissa chinensis klossi – förekommer i centrala Indokina
  - Cissa chinensis minor – förekommer i Sumatra och nordvästra Borneo
- Cissa chinensis margaritae – förekommer i södra Vietnam (Langbianbergen)

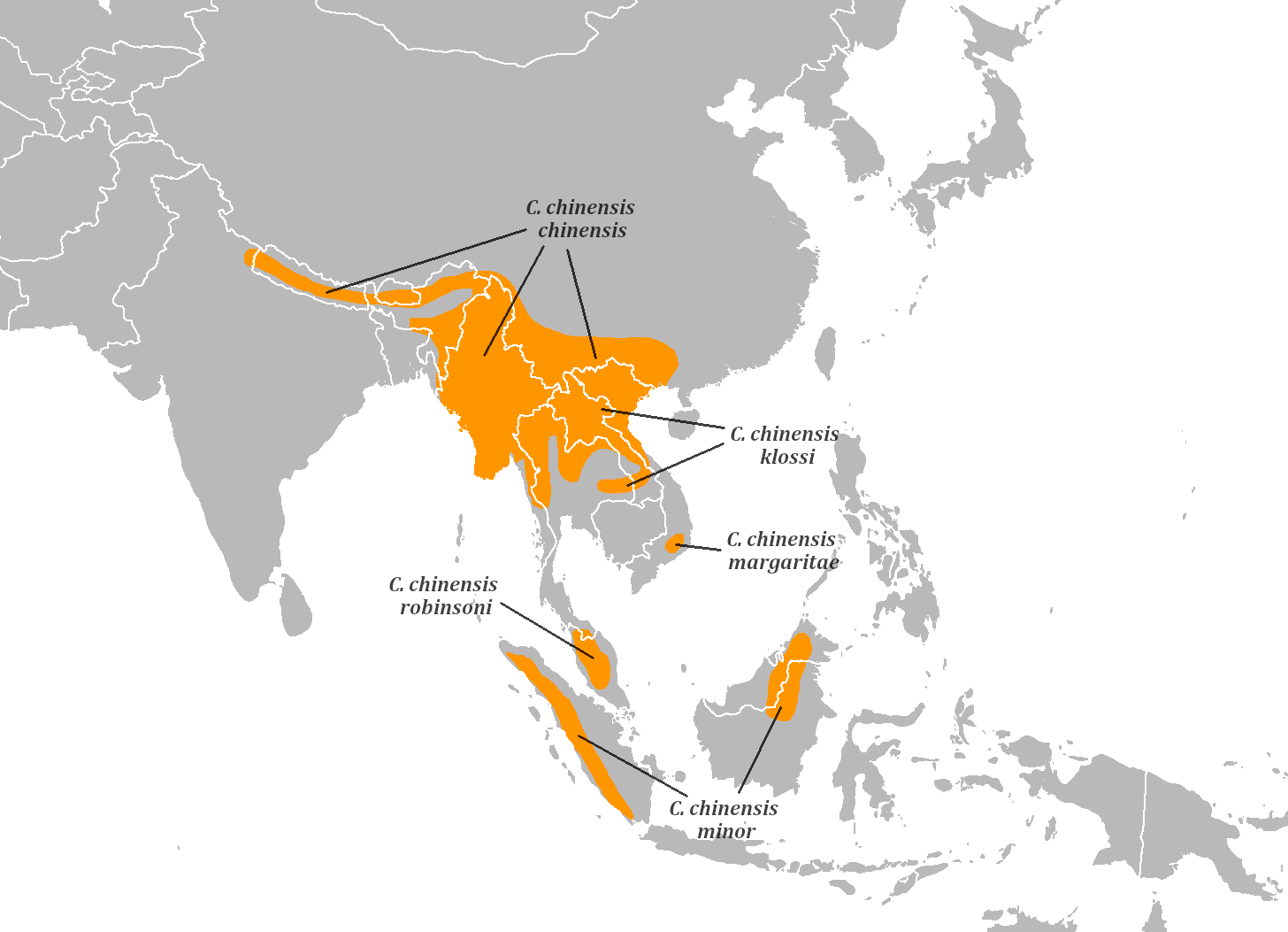
Utbredningsområde för vitspetsad grönskata.

## Levnadssätt
Vitspetsad grönskata är en skygg, skogslevande fågel som oftare hörs än ses. Den uppträder i små, ljudliga familjegrupper i både ursprunglig och av människan påverkad skog.

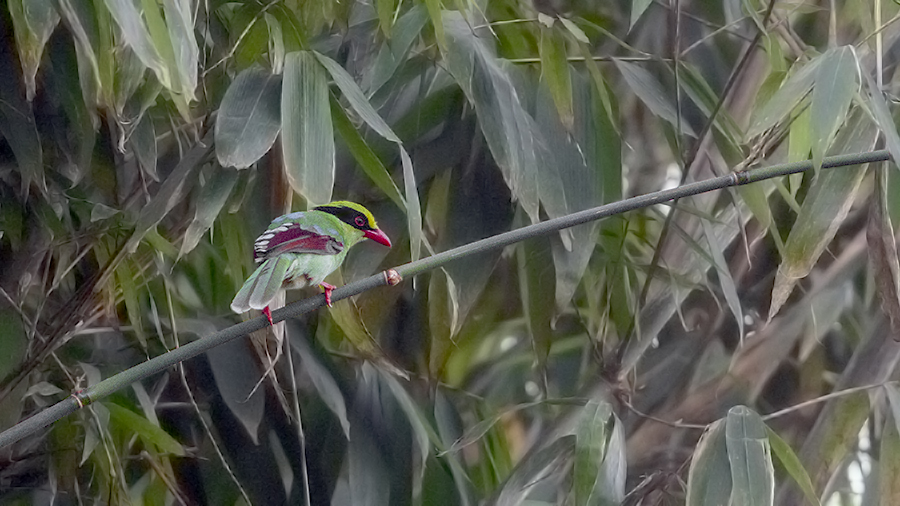

## Status och hot
Arten har ett stort utbredningsområde och en stor population, men tros minska i antal, dock inte tillräckligt kraftigt för att den ska betraktas som hotad. Internationella naturvårdsunionen IUCN kategoriserar därför arten som livskraftig (LC).